# Nokia 2100
Nokia 2100 este un celular produs de către compania de telefonie Nokia. Telefonul a fost lansat în Elveția pe 3 aprilie 2003. Telefonul dispune de un ecran monocrom și un contrast cu o lumină de fundal albastră.

## Comunicații și Mesaje
- GSM 900/1800 Europa 
 GSM 850/1900 S.U.A
- SMS

## Jocuri
- Snake II
- Space Impact
- Link 5

## Extra
- calculator
- convertor valutar
- cronometru
- temporizator
- editor de imagini din mesaje și logo-uri
- editor de sunet bazată pe sunete

## Concurenți
- Siemens A50
- Siemens A55